# اسکار ریسبک
اسکار ریسبک (هلندی: Oscar Riesebeek؛ زادهٔ ۲۳ دسامبر ۱۹۹۲ ‏(۳۲ سال)) دوچرخه‌سوار اهل هلند است.
از باشگاه‌هایی که در آن رکاب زده‌است می‌توان به تیم دوچرخه‌سواری رابوبانک دولوپمنت و تیم دوچرخه‌سواری رومپوت–ندرلانسه لوتری اشاره کرد.